# Клим Утриско
Кли́м Утри́ско (5 лютого 1897, м. Комарно, Львівська область — 8 червня 1919, с. Ягільниця, Тернопільська область) — поручник Української Галицької Армії, командант сотні. Перший загиблий сотник під час Чортківської офензиви.

## Життєпис
Народився у Комарні, був вчителем.
Під час Першої світової війни — старшина-четар 80 австрійського піхотного полку.
На початку польсько-української війни повернувся до Комарна та організував тут військову частину. Під його керівництвом військові довго чинили опір противнику під Скниловом та Любінем, а наступальні операції в Малому Любіні та Поріччі «записались золотими буквами в історії боїв УГА».
Під час загального відступу УГА, зі своєю сотнею Клим Утриско відступив до Ягольниці, де в ніч з 7 на 8 червня 1919 року очолив контрнаступ і загинув.
Його було поховано 10 червня 1919 року в с. Лисівці, де парохом був його краянин о. Йосип Вигнанський.